# Campeonato Sul-Americano de Futebol Sub-15 de 2017
O Campeonato Sul-Americano de Futebol Sub-15 de 2017 foi a 8ª edição da competição organizada pela Confederação Sul-Americana de Futebol (CONMEBOL) para jogadores com até 15 anos de idade. O evento foi realizado na Argentina entre os dias 5 e 19 de novembro.

## Fórmula de disputa
As doze equipes participantes são divididas em dois grupos de seis para a disputa da primeira fase, onde enfrentam os adversários dentro do grupo, no sistema de todos contra todos. As duas equipes com o maior número de pontos em cada grupo avançam para a fase final, disputada no sistema de mata-mata. Para ser declarada campeã, a equipe deve vencer (seja no tempo normal ou nas penalidades) a semifinal e a final.
Em caso de empate por pontos, a classificação se determina através dos seguintes critérios, seguindo a ordem:
1. Saldo de gols
2. Número de gols a favor (gols pró)
3. Confronto direto entre as equipes empatadas (apenas duas equipes)
4. Sorteio

## Equipes participantes
Todas as dez equipes filiadas a CONMEBOL participaram do evento:
| Seleção   | Participações | Em 2015      | Melhor resultado anterior         | Melhor resultado anterior |  |  |  |  |
| --------- | ------------- | ------------ | --------------------------------- | ------------------------- |  |  |  |  |
| Seleção   | Participações | Em 2015      | Melhor resultado anterior         | Melhor resultado anterior |  |  |  |  |
| Argentina | 8ª            | 3º           | Vice-campeão (2005)               |                           |  |  |  |  |
| Bolívia   | 8ª            | 6º           | Quarto lugar (2005)               |                           |  |  |  |  |
| Brasil    | 8ª            | Campeão      | Campeão (2005, 2007, 2011 e 2015) |                           |  |  |  |  |
| Chile     | 8ª            | 9º           | Quarto lugar (2007 e 2013)        |                           |  |  |  |  |
| Colômbia  | 8ª            | 5º           | Vice-campeão (2004, 2011 e 2013)  |                           |  |  |  |  |
| Equador   | 8ª            | 4º           | Terceiro lugar (2009)             |                           |  |  |  |  |
| Paraguai  | 8ª            | 7º           | Campeão (2004, 2009)              |                           |  |  |  |  |
| Peru      | 8ª            | 8º           | Campeão (2013)                    |                           |  |  |  |  |
| Uruguai   | 8ª            | Vice-campeão | Vice-campeão (2007, 2015)         |                           |  |  |  |  |
| Venezuela | 8ª            | 10º          | Quinto lugar (2007)               |                           |  |  |  |  |

Duas seleções da UEFA fora convidadas a participar do torneio:
| Seleção  | Participações |  |  |
| -------- | ------------- |  |  |
| Seleção  | Participações |  |  |
| Croácia  | Estreante     |  |  |
| Tchéquia | Estreante     |  |  |

## Primeira fase
Todas as partidas seguem o fuso horário da Argentina (UTC−3).

### Grupo A
| Pos. | Seleção   | P  | J | V | E | D | GP | GC | SG  |
| ---- | --------- | -- | - | - | - | - | -- | -- | --- |
| 1    | Argentina | 11 | 5 | 1 | 3 | 0 | 18 | 8  | 10  |
| 2    | Paraguai  | 9  | 5 | 1 | 3 | 2 | 13 | 8  | 5   |
| 3    | Chile     | 8  | 5 | 1 | 2 | 1 | 12 | 6  | 6   |
| 4    | Colômbia  | 7  | 5 | 1 | 2 | 2 | 19 | 8  | 11  |
| 5    | Uruguai   | 6  | 5 | 0 | 1 | 1 | 13 | 7  | 6   |
| 6    | Tchéquia  | 0  | 5 | 0 | 0 | 5 | 5  | 43 | -38 |

### Grupo B
| Pos. | Seleção   | P  | J | V | E | D | GP | GC | SG |
| ---- | --------- | -- | - | - | - | - | -- | -- | -- |
| 1    | Brasil    | 15 | 5 | 5 | 0 | 0 | 17 | 1  | 16 |
| 2    | Peru      | 8  | 5 | 2 | 2 | 1 | 8  | 7  | 1  |
| 3    | Venezuela | 8  | 5 | 2 | 2 | 1 | 7  | 6  | 1  |
| 4    | Equador   | 5  | 5 | 1 | 2 | 2 | 5  | 7  | -2 |
| 5    | Croácia   | 4  | 5 | 1 | 1 | 3 | 8  | 16 | -8 |
| 6    | Bolívia   | 1  | 5 | 0 | 1 | 4 | 4  | 12 | -8 |

## Fase final
|  | Semifinal                | Semifinal |   |  | Final                    | Final |  |
|  |                          |           |   |  |                          |       |  |
|  | 17 de novembro — Mendoza |           |   |  |                          |       |  |
|  | Argentina                | 4         |   |  |                          |       |  |
|  | Peru                     | 1         |   |  |                          |       |  |
|  |                          |           |   |  |                          |       |  |
|  |                          |           |   |  | 19 de novembro — Mendoza |       |  |
|  |                          |           |   |  | Argentina                | 3     |  |
|  |                          | Brasil    | 2 |  |                          |       |  |
|  |                          |           |   |  |                          |       |  |
|  |                          |           |   |  |                          |       |  |
|  |                          |           |   |  |                          |       |  |
|  | 17 de novembro — Mendoza |           |   |  |                          |       |  |
|  | Brasil                   | 2         |   |  |                          |       |  |
|  | Paraguai                 | 1         |   |  |                          |       |  |

## Premiação
| Campeonato Sul-Americano de Futebol Sub-15 de 2017 |
| Argentina                                          |
| -------------------------------------------------- |
| Argentina Campeão (1º título)                      |